# Chiesa di Santa Maria Assunta dei Pignatelli
La chiesa di Santa Maria Assunta dei Pignatelli è un luogo di culto cattolico di Napoli, ubicato in largo corpo di Napoli al termine di via Nilo.

## Storia e descrizione
La chiesa fu edificata nel XIV secolo dalla famiglia Pignatelli di Toritto come cappella privata annessa al proprio palazzo; fu restaurata e ampliata nel 1477 e nel 1736.
L'interno fu affrescato dal pittore napoletano Fedele Fischetti nella seconda metà del XVIII secolo, che realizzò anche l'Assunta sull'altare maggiore; a sinistra dell'altare c'è il rinascimentale sepolcro di Carlo Pignatelli di scuola malvitesca.
Nel lato opposto c'è una cappellina con paramento marmoreo, rilievi e volta emisferica risalenti al XVI secolo, mentre sull'altare della cappellina è collocata una scultura dello spagnolo Bartolomé Ordóñez, custodita in passato a Capodimonte.
La cappella riapre al pubblico, dopo oltre cinquant'anni, nel giugno 2018 grazie ai lavori di restauro effettuati dagli appartenenti al corso di studi in Scienze dei Beni Culturali (Facoltà di Lettere) dell'Università degli Studi "Suor Orsola Benincasa" (proprietaria della Cappella dagli anni '90 per donazione della famiglia). Oggi è prevalentemente utilizzata dalla stessa Università come sede della "Cattedra permanente di Culture d'Europa" (con professori ospiti come Paolo Isotta e Paolo Grossi).